# Port Nelson (Manitoba)

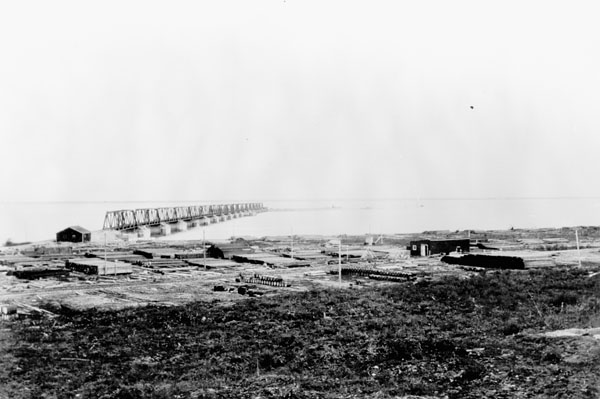
Port Nelson en 1917

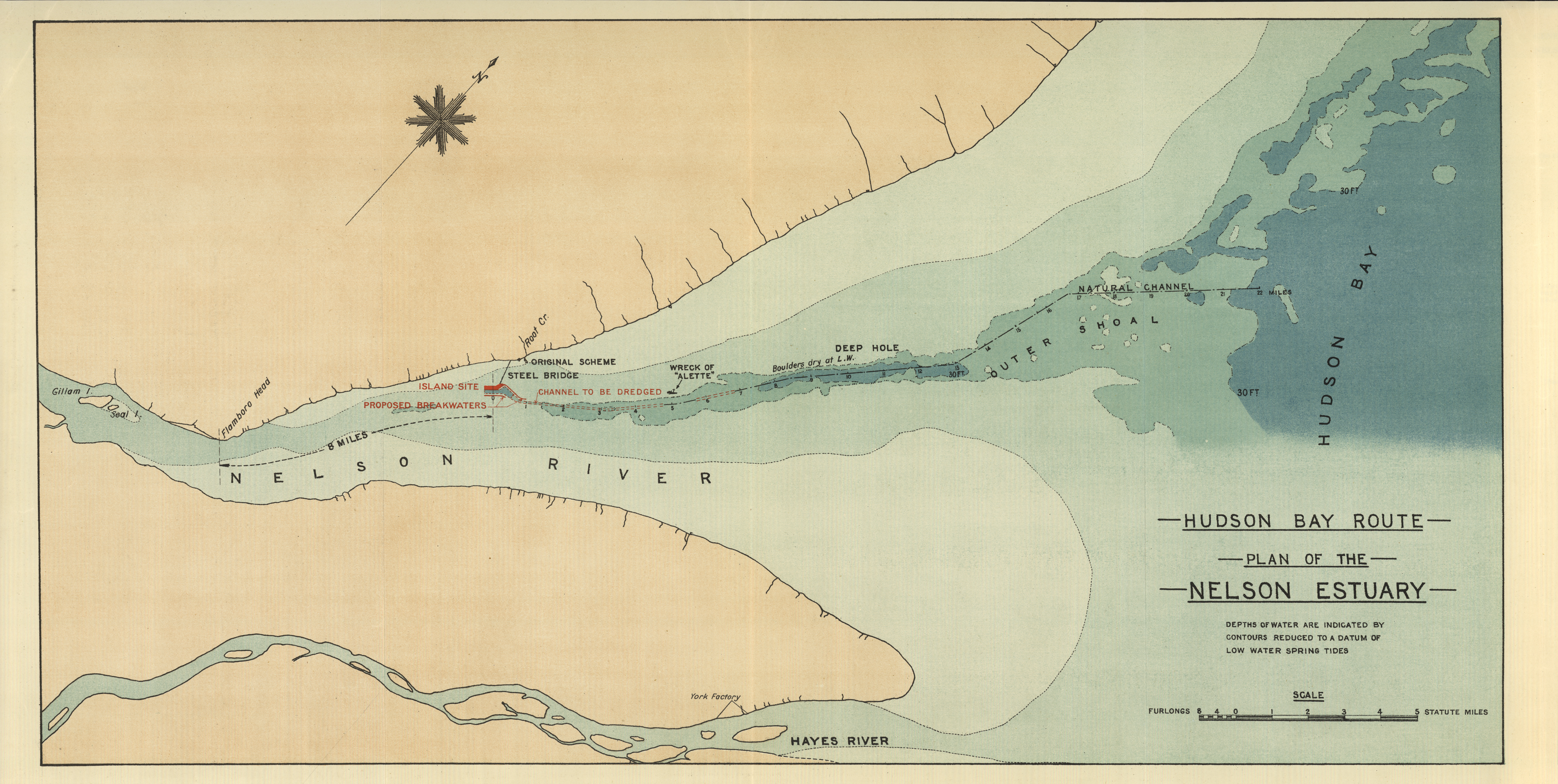
Carte de l'estuaire du Nelson avec la rivière Hayes visible en bas (1927)

Port Nelson se trouve dans la baie d'Hudson, au Manitoba (Canada), à l'embouchure du fleuve Nelson. Au début du XXe siècle, elle a atteint une population d'environ 1 000 habitants, mais elle est devenue une ville fantôme. Immédiatement au sud-sud-est se trouve l'embouchure de la rivière Hayes et le poste de traite de York Factory.  

## Histoire

### Histoire ancienne
Port Nelson a été nommé par Thomas Button, qui y a passé l'hiver en 1612. « Le 15 août 1612, le capitaine Thomas Button cherchait un port sur la côte ouest de la baie d'Hudson dans lequel il pourrait réparer les dommages causés par un violent orage, découvert l'embouchure d'une grande rivière qu'il a désignée Port Nelson, d'après le nom du capitaine de son navire qu'il y a enterré à cet endroit. » 
C’est au cours de la période de 1660 à 1870 - lorsque de nombreux trappeurs et chasseurs Assiniboine et de Cris des marais sont devenus les intermédiaires dans le commerce de la fourrure de la Compagnie de la  Baie d’Hudson de l’Ouest canadien - que les Cris ont commencé à être appelés par « trois groupes distincts: les Cris des bois, les Cris des Plaines et les Cris des marais (Ray 1998). » Les Cris des marais et les Assiniboines utilisaient le fleuve Nelson ainsi que la rivière Hayes comme principaux itinéraires intérieurs menant au lac Winnipeg. Bien que le Nelson soit beaucoup plus grand, le Hayes était un meilleur itinéraire pour l’intérieur. Par conséquent, la majeure partie du commerce de la Compagnie de la Baie d'Hudson se faisait depuis York Factory sur la Hayes, construit en 1684. En 1694-1695, le Pierre-Gabriel Marais écrit: « Les Assiniboines se trouvent à trente-cinq ou quarante jours du fort [Port Nelson]. » 
« Depuis plus de deux cents ans, de deux à cinq voiliers en moyenne, transportant fréquemment des navires de guerre, naviguent chaque année d'Europe et d'Amérique à Port Nelson, ou dans d'autres ports de la baie d'Hudson, et reviennent avec des cargaisons la même saison. via le seul itinéraire disponible, le détroit d'Hudson. » 

### Boom et déclin duXXesiècle
Au début des années 1900, le gouvernement du Canada estime qu'un port important dans la baie d'Hudson était nécessaire pour l'expédition de grain du centre du pays. En 1912, Port Nelson fut choisi comme site par rapport à Churchill (à l'embouchure de la rivière Churchill ) pour devenir le terminus du Hudson Bay Railway, dont la construction avait déjà commencé au Pas en 1910. 
À l'hiver de 1912-1913, le site fut étudié et la construction d'un quai débuta au printemps, suivie de la construction de bâtiments et d'autres infrastructures durant l'été. Le tout nouveau navire de recherche canadien CSS Acadia été envoyé d'Halifax pour cartographier le port et les approches à l'été 1913 et 1914. Cependant, le projet de port dans son ensemble était semé d'embûches. Les pénuries matérielles, les conflits de travail, les tempêtes, les incendies et les accidents de bateau ont entraîné des retards importants. Un autre revers a été la nécessité de repenser complètement le port car le fleuve Nelson envasait rapidement les deux côtés du quai. On opta plutôt pour la construction d'une île artificielle situé près du chenal principal de la rivière reliée au continent par un pont en treillis de 17 travées construit par la Dominion Bridge Company de Montréal. Une épave se trouve actuellement sur l’île. 

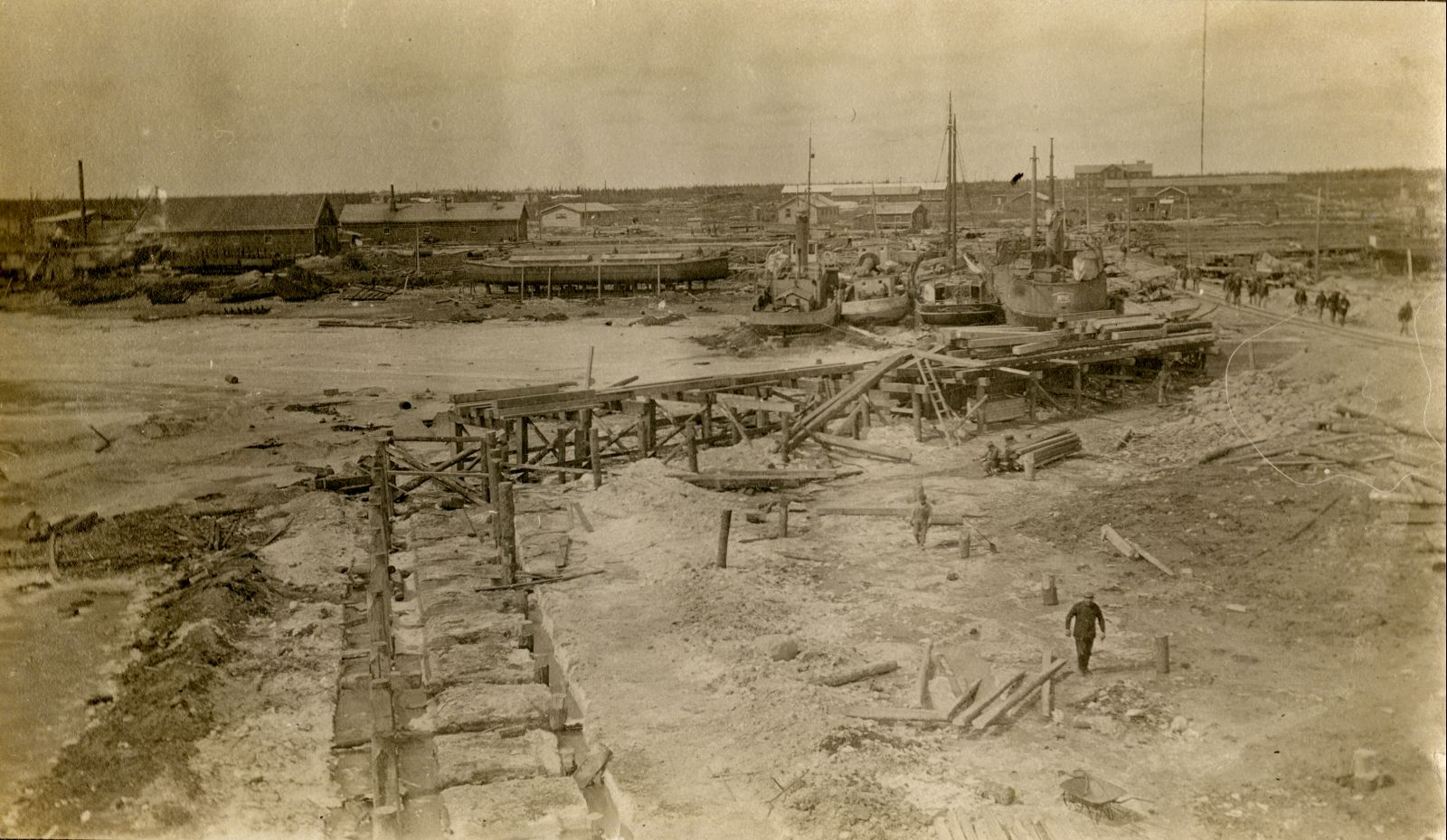
Port Nelson en 1915

Lorsque le Canada est entré dans la Première Guerre mondiale, il en a résulté de nouvelles pénuries de matériaux et de main-d'œuvre, et plus grave encore, une perte de soutien politique et financier. Le projet a pu continuer encore quelques années jusqu'en 1918, année où tous les travaux ont été interrompus et le site abandonné. L'ensemble du projet a été vivement critiqué par plusieurs responsables politiques, les médias qui l'ont qualifié de « gaffe gigantesque » et même par l'ingénieur en chef du projet. 
Le chemin de fer de la baie d'Hudson n'a jamais atteint Port Nelson et ses voies ont été abandonnées jusqu'en 1927, date à laquelle Churchill a été choisie pour devenir la plaque tournante de la navigation au nord. La construction de la voie ferrée a été reprise en 1927 et achevée en 1929. 